# Sveriges U18-herrlandslag i ishockey
För andra svenska hockeylandslag, se Sveriges landslag i ishockey.
Sveriges U18-juniorlandslag i ishockey, småkronorna, Team 18, Sveriges landslag för juniorer under 18 år. Laget spelar bland annat de årliga turneringarna Ivan Hlinkas minnesturnering och U18-Världsmästerskapet i ishockey för herrar. Den sistnämnda är officiellt VM och arrangeras av IIHF. Småkronorna vann sitt första guld 2019 och har sedan tidigare 5 silver och fyra brons.

## Placeringar iU18-VM
- 1999 - 2
- 2000 - 3
- 2001 - 7
- 2002 - 9
- 2003 - 5
- 2004 - 5
- 2005 - 3
- 2006 - 6
- 2007 - 3
- 2008 - 4
- 2009 - 5
- 2010 - 2
- 2011 - 2
- 2012 - 2
- 2013 - 5
- 2014 - 4
- 2015 - 8
- 2016 - 2
- 2017 - 4
- 2018 - 3
- 2019 - 1
- 2020 - Inställt Coronapandemin
- 2021 - 3
- 2022 - 1

## Placeringar iIvan Hlinkas minnesturnering
- 2004 - 3
- 2007 - 1
- 2008 - 3
- 2009 - 3
- 2010 - 3
- 2011 - 2
- 2012 - 3
- 2015 - 2
- 2017 - 3
- 2018 - 2
- 2019 - 3

## U-18 JVM 2008 Laguppställning
| 2008 | 2008                     | 2008       | 2008       | 2008      |
| Pos  | Namn                     | Född       | Längd (cm) | Vikt (kg) |
| ---- | ------------------------ | ---------- | ---------- | --------- |
| G    | Joacim Eriksson          | 1990-04-09 | 186        | 86        |
| G    | Jacob Markström          | 1990-01-31 | 193        | 80        |
| D    | Dennis Bozic             | 1990-08-02 | 180        | 82        |
| D    | Mattias Ekholm           | 1990-05-24 | 192        | 88        |
| D    | Anton Grundel            | 1990-03-05 | 180        | 76        |
| D    | Victor Hedman            | 1990-12-18 | 198        | 100       |
| D    | Erik Karlsson            | 1990-05-31 | 179        | 71        |
| D    | Anton Mylläri            | 1991-02-27 | 187        | 104       |
| D    | David Rundblad           | 1990-10-08 | 187        | 85        |
| F    | Henrik Björklund         | 1990-09-22 | 189        | 88        |
| F    | Henrik Eriksson          | 1990-04-15 | 183        | 95        |
| F    | Marcus Johansson         | 1990-10-06 | 181        | 82        |
| F    | Jacob Josefsson          | 1991-03-02 | 183        | 82        |
| F    | Anton Lander             | 1991-04-24 | 182        | 82        |
| F    | Martin Lundberg          | 1990-06-07 | 184        | 86        |
| F    | Joakim Mattsson          | 1990-01-24 | 178        | 78        |
| F    | André Petersson          | 1990-09-11 | 176        | 75        |
| F    | Lucas Sandström          | 1990-03-23 | 176        | 79        |
| F    | Jakob Silfverberg        | 1990-10-13 | 183        | 83        |
| F    | Magnus Svensson-Pääjärvi | 1991-04-12 | 186        | 90        |
| F    | Mattias Tedenby          | 1990-02-21 | 175        | 75        |
| F    | Henrik Thegel            | 1990-01-04 | 185        | 85        |

Källa: Elite Prospects

## U-18 JVM 2013 Laguppställning
| 2013 | 2013                      | 2013       | 2013       | 2013      |
| Pos  | Namn                      | Född       | Längd (cm) | Vikt (kg) |
| ---- | ------------------------- | ---------- | ---------- | --------- |
| G    | Jonas Johansson           | 1995-09-19 | 192        | 83        |
| G    | Ebbe Siönäs               | 1995-03-07 | 180        | 85        |
| G    | Samuel Ward               | 1995-01-19 | 182        | 83        |
| D    | Sebastian Aho             | 1996-02-17 | 176        | 75        |
| D    | Rasmus Andersson          | 1996-10-27 | 182        | 97        |
| D    | Julius Bergman            | 1995-11-02 | 185        | 87        |
| D    | Andreas Borgman           | 1995-06-18 | 181        | 87        |
| D    | Robert Hägg A             | 1995-02-08 | 188        | 92        |
| D    | Robin Norell              | 1995-02-18 | 180        | 87        |
| D    | Wilhelm Westlund          | 1995-03-15 | 182        | 84        |
| F    | Anton Blidh               | 1995-03-14 | 183        | 85        |
| F    | Leon Bristedt             | 1995-03-14 | 173        | 83        |
| F    | André Burakovsky          | 1995-02-09 | 186        | 81        |
| F    | Victor Crus Rydberg       | 1995-03-21 | 182        | 85        |
| F    | Jacob de la Rose C        | 1995-05-20 | 189        | 86        |
| F    | Jakob Forsbacka Karlsson  | 1996-10-31 | 185        | 84        |
| F    | Alexander Henriksson      | 1995-02-07 | 188        | 85        |
| F    | Anton Karlsson A          | 1996-08-03 | 186        | 85        |
| F    | Oskar Lindblom            | 1996-08-15 | 186        | 85        |
| F    | William Nylander Altelius | 1996-05-01 | 179        | 77        |
| F    | Lucas Wallmark            | 1995-09-05 | 183        | 80        |
| F    | Victor Öhman              | 1995-07-01 | 176        | 79        |

Källa: Elite Prospects